# Aeolidioidea
Aeolidioidea é uma superfamília de pequenas lesmas do mar conhecidas por nudibrânquios eolídeos.

## Taxonomia
A superfamília Aeolidioidea inclui as seguintes famílias:
- Aeolidiidae Gray, 1827
- Facelinidae Bergh, 1889
- Glaucidae Gray, 1827
- Piseinotecidae Edmunds, 1970

As seguintes famílias e subfamílias foram consideradas como sinónimos:
- Caloriidae (sinónimo da subfamília Facelininae)
- Cratenidae (sinónimo da subfamília Crateninae)
- Herviellidae (sinónimo da subfamília Herviellinae)
- Myrrhinidae (sinónimo da subfamília Favorininae)
- Phidianidae  (sinónimo da subfamília Facelininae)
- Pleurolidiidae (sinónimo de Aeolidiidae)
- Pteraeolidiidae (sinónimo da subfamília Pteraeolidiinae)
- Spurillidae (sinónimo de Aeolidiidae)

Em 2007, Gosliner et al. (2007) propôs a elevação de Babakininae (até então inclu´da nos Facelinidae) para o nível taxonómico de família, criando a família Babakinidae.